# Cristina Ranzolin
Cristina Borges Ranzolin Falcão, meglio conosciuta come Cristina Ranzolin (Porto Alegre, 28 ottobre 1966), è una giornalista e conduttrice televisiva brasiliana.

## Biografia
Cristina è figlia di Armindo Antônio Ranzolin, celebre nome del giornalismo radiofonico brasiliano.
Ha iniziato la sua carriera nel 1986, in RBS TV (una stazione affiliata di TV Globo nello stato brasiliano del Rio Grande do Sul), come giornalista sportiva.
A metà del 1988, Cristina ha condotto il programma Campo & Lavoura (dal portoghese: Campo e Raccolto), che oggi è un supplemento di Galpão Crioulo, un programma televisivo sulle tradizioni gaucho. Nel 1993 si è trasferita a Rio de Janeiro, dove ha lavorato per tre anni e mezzo presso TV Globo, dove, insieme a William Bonner, ha condotto Jornal Hoje tra il 1993 e il 1996. Ha condotto  anche il Jornal da Globo per 15 giorni, in sostituzione di Fátima Bernardes, prima dell'arrivo di Lillian Witte Fibe. È stata anche conduttrice occasionale di RJTV, telegiornale locale per TV Globo a Rio de Janeiro, tra il 1993 e il 1995.
Nel 1996 è tornata al Rio Grande do Sul e alla RBS TV per condurre il Jornal do Almoço con i colleghi giornalisti Rosane Marchetti, Paulo Sant'Ana e Lasier Martins, e dopo che Rosane se ne è andata nel novembre 2010 è rimasta l'unica donna alla guida del telegiornale.
Nel luglio 2019 è stata scelta da William Bonner per ospitare il Jornal Nacional, integrando una rotazione di 27 conduttori provenienti dalle stazioni TV Globo sia proprie che affiliate, in un'azione che allude al 50º anniversario del telegiornale principale del paese. Ha inaugurato la rotazione il 31 agosto 2019 insieme a Márcio Bonfim di TV Globo Nordeste, la stazione di TV Globo con sede a Recife. Nel 2020 è entrata a far parte della rotazione fissa del telegiornale. Tuttavia, a causa della pandemia di COVID-19, la rotazione è stata temporaneamente annullata e TV Globo ha scelto di selezionare solo professionisti che vivono a Rio de Janeiro per presentare il Jornal Nacional.
Nel 2023, Cristina è stata nominata per il premio Best of the Year, sul sito NaTelinha, nella categoria Best Local Presenter, dove ha gareggiato con Maurício Paulucci (TV Globo Minas), Kenzô Machida (SBT Brasília), Alan Severiano (TV Globo São Paulo), Jessica Senra (TV Bahia) e Tino Júnior (Record Rio).

## Vita privata
Dalla fine del 2003 è sposata con l'ex calciatore Paulo Roberto Falcão, col quale ha avuto una figlia l'anno successivo. La coppia vive a Porto Alegre.